# Gil Pérez
Gil Pérez was een Spaanse soldaat die op 24 oktober 1593 plotseling zou zijn verschenen in Mexico-Stad, in het uniform van de Garde van de gouverneur van de Filipijnen, en zou geen idee hebben gehad hoe hij in Mexico terecht was gekomen. Pérez' lotgevallen worden door gelovers in paranormaliteit gezien als bewijs dat teleportatie mogelijk is, maar door onderzoekers wordt niet waarschijnlijk geacht dat Pérez überhaupt bestaan heeft.
Volgens het verhaal zou Pérez enkele ogenblikken alvorens op het Plaza Mayor in Mexico te zijn verschenen op wacht hebben gestaan in Manilla, de hoofdstad van de Filipijnen. Hoewel het duidelijk was dat hij niet meer in de Filipijnen was, had hij geen idee waar hij was en hoe hij daar terecht was gekomen. Wel wist hij te vertellen dat gouverneur Gómez Pérez Dasmariñas van de Filipijnen kort voor zijn verplaatsing was vermoord, op 25 oktober. Nadat hij geïnformeerd werd dat het in Mexico pas 24 oktober was, bleek hij ook nog eens in de tijd gereisd te hebben. Pérez werd door de autoriteiten gearresteerd op verdenking van desertie en hekserij. Nadat twee maanden later het Manillagaljoen uit de Filipijnen berichtte dat Pérez Dasmariñas inderdaad was vermoord, een van de bemanningsleden verklaarde Pérez gekend te hebben en hem op 23 oktober nog gezien te hebben in Manilla en er nog andere verhalen verteld werden die overeenkwamen met wat Pérez had verteld, werd hij vrijgelaten. Pérez kon terugkeren naar de Filipijnen waar hij zijn oude positie als bewaker weer opnam.
Het verhaal van Gil Pérez is een van de bekendste verhalen omtrent teleportatie en was al tijdens de koloniale tijd wijdsverspreid. De historicus en onderzoeker van anomale fenomenen Mike Dash heeft onderzoek gedaan naar Pérez en is tot de conclusie gekomen dat er geen bewijs is dat Pérez' teleportatie heeft plaatsgevonden, of dat Pérez zelfs maar heeft bestaan. De eerste vermelding dateert van 1698, meer dan een eeuw na dato, en hoewel Pérez ondervraagd zou zijn door de inquisitie, is hij in de archieven van de inquisitie niet terug te vinden.